# 球囊黄耆
球囊黄耆（学名：Astragalus sphaerocystis）为豆科黄芪属的植物。分布在哈萨克斯坦、中亚以及中国大陆的新疆等地，生长于海拔2,200米的地区，多生在山地阳坡，目前尚未由人工引种栽培。